# کتابخانه ملی رومانی
کتابخانه ملی رومانی (انگلیسی: National Library of Romania) در شهر بخارست واقع شده است.